# Clare Daly
Clare Daly (Newbridge, 16 de abril de 1968) é uma política irlandesa que foi eurodeputada representando a Irlanda após ser eleita pela região de Dublin entre julho de 2019 e julho de 2024. Integrou o partido Independents 4 Change e a coligação A Esquerda no Parlamento Europeu - GUE/NGL.
Na década de 1980, quando adolescente, Daly era membro do Partido Trabalhista, mas foi expulsa junto com outros membros depois de ser acusada de ser trotskista e de se infiltrar no partido usando a tática do entrismo. Passou a ser membro fundadora do Partido Socialista, mais tarde renomeado como Partido Socialista. No ano de 1999, foi eleita para o conselho do Condado de Fingal [en], cargo que ocupou durante 12 anos. Foi eleita deputada federal do Partido Socialista pelo distrito distrito eleitoral de Dublin North nas eleições parlamentares de 2011.
Desde 2012, Daly tem uma estreita relação política com Mick Wallace. Depois que o Partido Socialista condenou Wallace por evasão fiscal, Daly deixou o partido em agosto de 2012 e formou o United Left. Desde que tornou-se membro do Parlamento Europeu, Daly ganhou atenção internacional por suas posições de política externa, especialmente sobre a Rússia. Descrevendo-se como opositora do "militarismo da União Europeia (UE)", suas opiniões foram objeto de controvérsias e críticas na Europa, mas foram promovidas pela mídia controlada pelo Estado na Rússia, China, Irã, Síria e outros estados opositores aos interesses geopolíticos da União Europeia. Daly perdeu sua cadeira nas eleições para o Parlamento Europeu na Irlanda em 2024.

## Biografia

### Primeiros anos
Daly nasceu na cidade de Newbridge, no condado de Kildare, em 1968. Seu pai, Kevin Daly, foi coronel do exército irlandês, onde foi diretor de sinais. Ela é ateia, enquanto seu irmão e um tio são padres católicos. Daly estudou contabilidade na Dublin City University (DCU). Foi eleita duas vezes presidente da União dos Estudantes e participou ativamente do movimento estudantil como ativista pelo direito ao aborto e por informações. Ao sair da faculdade, conseguiu um emprego na seção de catering da Aer Lingus com um salário baixo, e tornou-se delegada sindical da SIPTU no Aeroporto de Dublin.
Daly casou-se com o ativista político Michael Murphy em 1999, com quem teve uma filha. Atualmente, o casal está separado.

## Política
Inicialmente, Daly ingressou no Partido Trabalhista, onde foi eleita para o Comitê Administrativo do partido como representante da juventude. Membro da Tendência Militante do Labour, ela foi expulsa do partido em 1989, juntamente com Joe Higgins [en] e outros partidários da tendência, depois de serem acusados de serem trotskistas infiltrados no partido usando a tática do entrismo. Após a saída, fundaram um partido chamado Militant Labour, e em 1996, fundaram o Partido Socialista.

### Conselheira do condado
Daly foi eleita Conselheira do  conselho do Condado de Fingal [en] para a área de Swords nas eleições locais irlandesas de 1999 [en]. Foi reeleita nas eleições locais irlandesas de 2004 [en] e nas eleições locais irlandesas de 2009 [en], ficando em primeiro lugar nas pesquisas em todas as ocasiões.
No ano de 2003, Daly foi presa por um mês, juntamente com outras 21 pessoas da Anti-Bin Tax Campaign, por violar uma ordem do Alto Tribunal que proibia protestos que levassem à obstrução da política de não-coleta do conselho para aqueles que não pagavam as taxas de lixo.
Em 2011, anunciou que não se registraria para pagar uma nova taxa doméstica introduzida como parte do último orçamento de austeridade, chamando-a de “repreensível” e dizendo a Phil Hogan [en], o ministro responsável, no Dáil: “Não se pode levar todo mundo ao tribunal”. Foi uma das organizadoras da campanha Anti-Water Charges (Contra taxas de água) em Swords em 2014.
Concorreu pela primeira vez a uma cadeira no Dáil Éireann nas eleições parlamentares irlandesas de 1997, recebendo 7,2% naquela ocasião e 8,2% na eleição suplementar de 1998 em Dublin North [en]. Nas eleições parlamentares irlandesas de 2002, recebeu 5.501 votos (12,5%), perdendo por pouco uma cadeira por pouca diferença. Em sua terceira tentativa ao Dáil Éireann, nas eleições parlamentares de 2007, conquistou 9% dos votos.

## Assembleia da Irlanda
Foi eleita para o Dáil Éireann nas eleições parlamentares irlandesas de 2011, em sua quarta tentativa, obtendo 15,2% dos votos de primeira preferência. Durante a campanha para a eleição presidencial no final daquele ano [en], Daly e Higgins se comprometeram a apoiar a indicação do candidato independente David Norris [en] em sua busca pelos 20 membros do Oireachtas necessários para serem incluídos na cédula de votação.
No mês de fevereiro de 2012, foi noticiado que Clare apresentaria um projeto de lei para permitir o acesso limitado ao aborto quando houvesse “risco real e substancial à vida” da gestante, de acordo com o Caso X. Foi derrotado antes de sua segunda leitura em 19 de abril de 2012.
Ainda em 2012, Clare, Higgins e Joan Collins [en] usaram verba para viagem para cobrir despesas relacionadas à sua participação em reuniões contra a cobrança de taxas domésticas em todo a Irlanda. Clare descreveu a disputa sobre esse assunto como uma “campanha de difamação”, dizendo que estava procurando aconselhamento jurídico, pois havia uma falta de clareza sobre a questão, e que ela reembolsaria qualquer dinheiro que tivesse sido usado de forma inadequada.
Em junho do mesmo ano, Daly se recusou a pedir a renúncia de seu amigo e aliado político Mick Wallace na esteira da controvérsia sobre seu IVA. O jornal Evening Herald noticiou que a United Left Alliance, da qual o Partido Socialista fazia parte, iria confrontá-la por causa dessa postura. Clare deixou o Partido Socialista em 31 de agosto de 2012. Em uma declaração, o Partido Socialista disse que “acreditava que a Sra. Clare havia se demitido porque dava mais valor à sua conexão política com o Independente Mick Wallace do que às posições políticas e ao trabalho do Partido Socialista”.  Clare descreveu a alegação como “absurdo absoluto” e disse que não havia pedido a renúncia de Wallace porque o Partido Socialista não havia pedido a renúncia dele. Solicitou uma parte do subsídio para líderes do Partido Socialista, no valor de 120 mil euros, para permitir que continuasse a financiar suas atividades como TD independente.
Em abril de 2013, junto com Joan Collins, fundou um novo partido político de esquerda chamado United Left.
Após a 39.ª reunião de cúpula do G8, Daly acusou o governo composto por Fine Gael–Labour de “prostituir” o país para o presidente dos Estados Unidos, Barack Obama, e criticou o que ela descreveu como “babação” política e da mídia sobre a esposa dele, Michelle, e seus filhos durante a estadia da família na Irlanda. Também chamou Obama de hipócrita e criminoso de guerra por falar de paz enquanto usa drones para bombardear civis estrangeiros e quer fornecer armas aos rebeldes sírios. O Taoiseach Enda Kenny respondeu aos comentários dela, dizendo que eram “vergonhosos” e “abaixo de você”, já que o Presidente Obama havia apoiado a paz na Irlanda do Norte.
Em novembro de 2015, após os ataques de novembro de 2015 em Paris, Simon Coveney [en], do Fine Gael, acusou Clare de tentar transferir a culpa pelos ataques dos perpetradores para a própria França e outros países europeus, após comentários de Daly. Coveney disse: “A sugestão desta Casa de que deveríamos estar olhando para nós mesmos como culpados pelo que aconteceu nas ruas de Paris é repreensível. A França tem a obrigação de se defender”. Clare rebateu criticando a disposição de Coveney de enviar tropas irlandesas para o Mali e afirmando que “foi feita referência ao fato de a França estar em melhor posição e de ter o direito de defender seus cidadãos”. “Observações exatamente contraditórias foram feitas quando a Rússia se envolveu nas mesmas ações repreensíveis ao bombardear a Síria em resposta a ataques à Rússia. O Ocidente disse que a Rússia não deveria estar fazendo isso porque estava colocando seus cidadãos em perigo. Isso foi correto para a Rússia, mas também é correto para a França”.
Ainda em 2015, no mês de dezembro, Clare, juntamente com os TDs independentes Mick Wallace e Maureen O'Sullivan [en], apresentaram, cada um, ofertas de uma fiança no valor de 5.000 euros para um homem de 23 anos que estava sendo processado de acordo com a legislação sobre terrorismo no Tribunal Penal Especial de Dublin, acusado de pertencer a uma organização terrorista republicana dissidente ilegal.
Nas eleições gerais de 2016, candidatou-se pelo Independents 4 Change (Independentes 4 Mudanças) no distrito eleitoral de Dublin Fingal e foi eleita.

## Membro do Parlamento Europeu

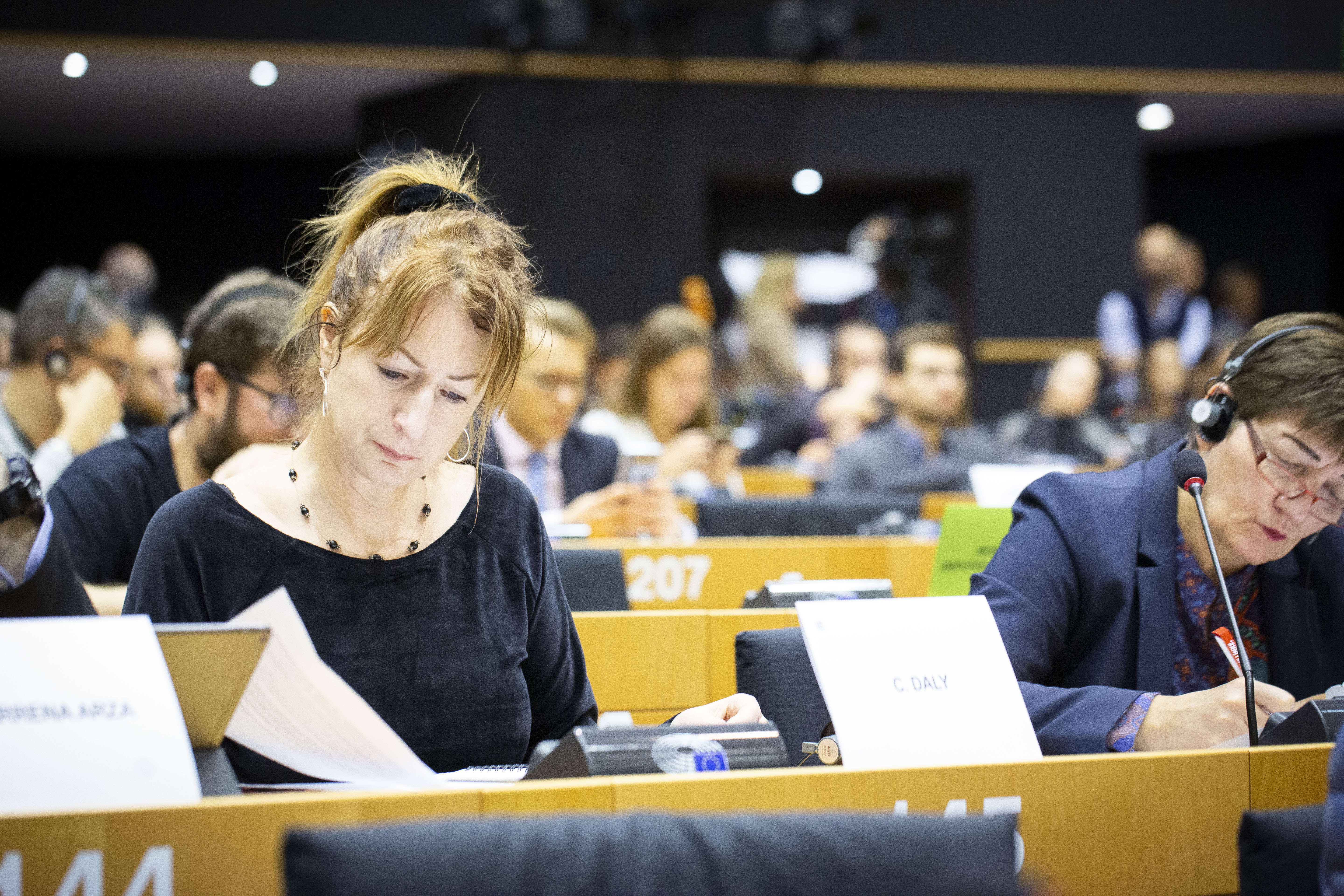
Clare em 3 de outubro de 2019.

Nas eleições parlamentares europeias de 2019 foi eleita deputada por Dublin recebendo 42.305 votos de primeira preferência (11,6%) e ficou com a terceira cadeira.
O jornal The Irish Times relatou em abril de 2022 que, desde que se tornaram eurodeputados, Daly e Wallace ganharam destaque na mídia controlada pelo Estado de estados autoritários como Rússia, China, Irã, Síria. O relatório disse que "eles são apresentados como figuras internacionais importantes que confirmam as posições do regime". De acordo com o relatório, Clare apareceu em mais artigos de notícias em língua chinesa do que qualquer outra pessoa irlandesa, seguido por Wallace.
Nas eleições de 2024 para o Parlamento Europeu, foi apoiada pelas celebridades como a atriz Susan Sarandon e a cantora Annie Lennox. Perdeu seu assento nesta eleição, com 26.855 (7,1%) votos de primeira preferência.

### Alegações de nepotismo e constrangimento
Em dezembro de 2019, o jornal britânico The Times relatou que Clare havia nomeado seu ex-marido, Michael Murphy, como Assistente Parlamentar Europeu. As regras do Parlamento Europeu proíbem o emprego de "cônjuges ou parceiros estáveis não conjugais". Clare empregou anteriormente o filho do colega do Independents4Change, Mick Wallace. O jornal descreveu Clare como "um dos membros irlandeses mais ocupados no parlamento europeu neste mandato". Em setembro de 2020, uma ex-assistente parlamentar de Clare, que trabalhou para ela por mais de sete anos e foi seu agente eleitoral nas eleições gerais de 2016, a acusou de maus-tratos e de não ter "nenhum respeito pelos direitos dos trabalhadores".

### Visita à sede das Forças de Mobilização Popular

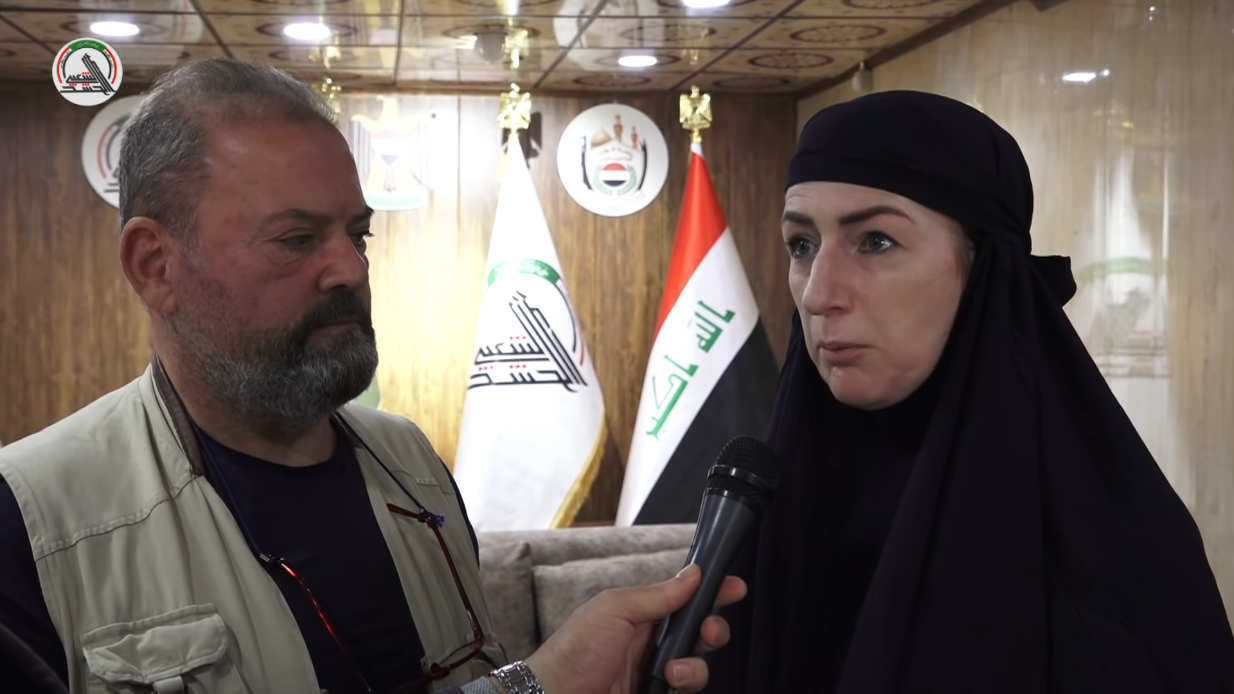
Clare durante sua aparição em um vídeo promocional lançado pelas Forças de Mobilização Popular.

Em abril de 2021, Daly e Wallace foram chamados de "vergonhosos para a Irlanda" pelo político Malcolm Byrne [en] depois que os dois eurodeputados viajaram para o Iraque e visitaram a sede das Forças de Mobilização Popular (PMF, chamadas de Hashed al-Shaabi em árabe), uma rede paramilitar patrocinada pelo estado iraquiano apoiada pelo Irã cujas milícias são acusadas de crimes de guerra.
Clare foi entrevistada diante das câmeras e elogiou as atividades da PMF, dizendo que ela "defende o direito internacional" ao contrário "dos Estados Unidos e de muitos países europeus". A entrevista foi então usada em um vídeo promocional pela organização. Byrne alegou que a PMF "atraiu gays para a morte" e que Clare e Wallace permitiram "que fossem usados como ferramentas de propaganda".
Após retornar do Iraque, Clare disse que uma prioridade para vários políticos iraquianos era a saída das forças militares dos EUA. Ela disse que, uma vez que o parlamento iraquiano votou a favor da retirada das tropas estadunidenses, as forças dos Estados Unidos eram "uma potência ocupante, então, nesse sentido, são um alvo justo. Segundo o direito internacional, são um alvo legítimo".

### Conflito entre Israel-Hamas
Clare condenou as ações de Israel na Faixa de Gaza durante a guerra Israel-Hamas de 2023 e acusou Israel de cometer genocídio contra os palestinos em Gaza. Em 10 de novembro de 2023, criticou a presidente da Comissão Europeia, Ursula von der Leyen, por não pedir um cessar-fogo, dizendo que "Israel passou um mês transformando Gaza em escombros e enchendo as ruas com sangue de crianças. Com armas europeias e americanas, e apoio europeu e americano. Ainda assim, Ursula não consegue nem dizer a palavra: 'cessar-fogo'." Em dezembro de 2023, um discurso de Clare no Parlamento Europeu tornou-se viral. Daly se referiu a von der Leyen como "Senhora Genocida" e a acusou de "anular as políticas externas de governos eleitos, tudo para torcer por um regime brutal de apartheid que ela chama de 'democracia vibrante', pois [ele] pulveriza uma cidade de crianças".

### Rússia e Ucrânia
Enquanto deputada Clare votou contra resoluções críticas à Rússia de Vladimir Putin. Afirmou que, embora não apoie Vladimir Putin, é "uma oponente intransigente da russofobia desenfreada que prevalece e que só beneficia o complexo militar-industrial". Um trecho de um discurso de Daly no Parlamento Europeu foi transmitido nos canais de televisão estatais russos Russia-1 e Channel One Russia, onde um apresentador e um convidado disseram que era "evidência de que políticos ocidentais estavam adotando o ponto de vista do Kremlin sobre a invasão da Ucrânia". Por suas declarações sobre a invasão russa da Ucrânia, o Serviço de Segurança da Ucrânia (SBU) incluiu Daly em uma lista de figuras públicas que considera estar espalhando desinformação russa [en] e propaganda. Daly respondeu acusando o governo da Ucrânia de uma "campanha difamatória contra figuras internacionais que se recusam a seguir a linha oficial".
De acordo com o jornal The Irish Times, as posições de Daly e Wallace sobre a Rússia de Putin causaram tensões com outros membros de A Esquerda no Parlamento Europeu. Wallace e Daly propuseram emendas em nome da Esquerda, buscando "diluir" resoluções contra a Rússia. Eles tentaram remover uma declaração de que uma investigação liderada pela Holanda concluiu que o exército russo forneceu o míssil que derrubou o Voo Malaysia Airlines 17, matando 298 civis.
Clare afirmou que a ocupação russa da Crimeia [en]  desde 2014 "tem o claro apoio da maioria da população". Em janeiro de 2022, Daly descreveu o aumento militar russo na fronteira com a Ucrânia como "claramente defensivo" e disse que "não há evidências de que a Rússia tenha qualquer desejo de invadir a Ucrânia, isso não traria nenhum benefício para eles". Em meio a temores de uma invasão, Clare  foi uma das 52 MEPs que votaram contra o fornecimento de 1.2 bilhões de euros em empréstimos à Ucrânia, enquanto 598 MEPs votaram a favor.
Em 2 de março de 2022, Daly foi uma das 13 MEPs que votaram contra uma resolução condenando a invasão russa da Ucrânia. Foi criticada por eleitores e outros na Irlanda. Posteriormente, Clare, afirmou que era contra a invasão da Rússia, mas votou contra a resolução porque ela também declarava apoio à Organização do Tratado do Atlântico Norte (OTAN) e pedia o envio de armas à Ucrânia. Daly afirmou que "a decisão da Rússia de abandonar a diplomacia e invadir a Ucrânia é contrária ao direito internacional. A responsabilidade exclusiva por isso é do Presidente Vladimir Putin". Ela também acusou a OTAN de "desestabilizar a região na última década".
Clare se opôs às sanções contra a Rússia por sua invasão da Ucrânia. Ela disse que "o povo comum da Europa" pagaria pelas sanções e "nenhuma vida ucraniana seria salva". Daly acrescentou que a UE e o complexo industrial militar estavam "alimentando as chamas" de uma "guerra por procuração" com a Rússia. Posteriormente, acusou o Ocidente de armar a Ucrânia "para manter a guerra em andamento".
Em janeiro de 2023, Daly votou contra o estabelecimento de um tribunal para investigar a liderança russa por crimes de agressão [en] contra a Ucrânia. Daly também votou contra uma resolução para declarar a Rússia um estado patrocinador do terrorismo. Ela disse "Eu condeno a invasão da Rússia e peço uma retirada" e declarou "até mesmo os falcões de guerra no governo Biden resistiram à pressão para designar a Rússia como um 'estado patrocinador do terrorismo', porque isso fecharia as opções para negociar esforços humanitários e de paz".
Clare denunciou o líder da oposição russa [en] a Alexei Navalny como um "racista anti-imigrante cruel" e perguntou por que os eurodeputados ficaram tão indignados com sua prisão pelas forças de segurança russas.

#### Apoio a espiões russos condenados e acusados
Em novembro de 2021, Daly e Wallace viajaram para a Lituânia para apoiar Algirdas Paleckis [en], um político lituano condenado por espionar para o Serviço Federal de Segurança. Clare afirmou que a condenação não foi baseada em evidências e compareceu ao tribunal quando o recurso de Paleckis estava sendo julgado. Em maio de 2022, a condenação de Paleckis por espionagem foi mantida.
Enquanto estavam na Lituânia, Daly e Wallace protestaram junto com a eurodeputada letã Tatjana Ždanoka [en]. Oito dias antes da invasão russa da Ucrânia, os três eurodeputados novamente protestaram juntos no Parlamento Europeu, vestindo camisetas com o slogan russo "Pare de matar as crianças de Donbass". Em janeiro de 2024, Ždanoka também foi acusada de espionagem para agências de inteligência russas em uma investigação conjunta de veículos de mídia russos, letões, estonianos e suecos. Clare respondeu que os jornalistas deveriam "cobrir o trabalho que realmente fazemos em vez de ocupar seu tempo com essas constantes tentativas de construir elaboradas por teorias da conspiração".

### Ataque químico sírio

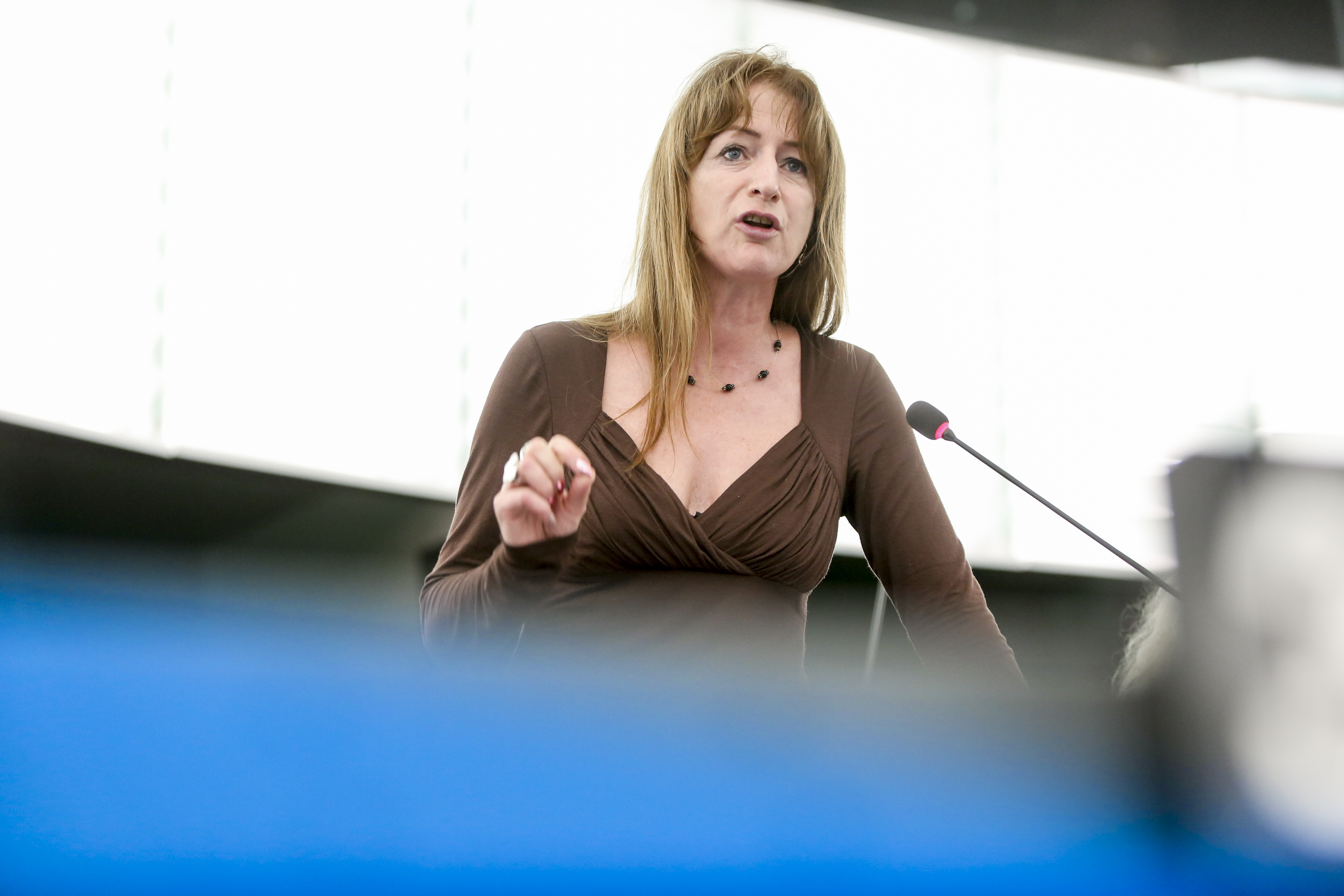
Clare em 2019.

Em uma comissão do Parlamento Europeu em abril de 2021, Clare e Wallace contestaram as conclusões de um relatório da Organização para a Proibição de Armas Químicas (OPCW) sobre o ataque químico de Douma em 2018 na Síria. Os deputados acusaram a OPCW de culpar erroneamente o regime de Assad. Clare disse que "uma OCPW independente é absolutamente necessária". Seu colega de parlamento irlandês Barry Andrews [en] acusou Clare e Wallace de espalhar uma teoria da conspiração de que o ataque foi encenado pelos capacetes brancos. Ele expressou "repulsa por coisas como essa desinformação". Os Capacetes Brancos, um grupo de proteção civil sírio que reuniu evidências de crimes de guerra, "foram alvo de campanhas de difamação apoiadas pelo regime de Bashar al-Assad e sua aliada Rússia".

### Monitoramento eleitoral venezuelano e equatoriano
Em junho de 2021, Clare e Wallace estavam entre os eurodeputados censurados pelo Grupo de Apoio à Democracia e Coordenação Eleitoral do Parlamento Europeu por atuarem como monitores eleitorais não oficiais nas eleições parlamentares venezuelanas de 2020 e nas eleições gerais equatorianas de 2021 sem um mandato ou permissão da UE. Viagens oficiais europeias ao exterior foram suspensas durante a pandemia de COVID-19. Clare e Wallace foram impedidos até o final de 2021 de fazer quaisquer missões eleitorais. Foram avisados de que qualquer outra ação desse tipo poderia resultar em sua expulsão do Parlamento Europeu até o final de seus mandatos em 2024. Embora os eurodeputados possam fazer viagens pessoais ao exterior, de acordo com o jornal The Irish Times, Clare e Wallace não mencionaram em suas postagens no Twitter que estavam agindo em uma capacidade não oficial.
Clare e Wallace emitiram uma declaração conjunta em resposta que dizia: "Este é um golpe político dos partidos de centro-direita no Parlamento Europeu, e nós o desafiaremos. Estas não foram viagens de observação eleitoral 'falsas'. Deixamos bem claro por meio de anúncio público na época que não visitaríamos o Equador ou a Venezuela com um mandato oficial de observação eleitoral." Eles continuaram: "Embora lamentemos que o povo equatoriano não tenha escolhido Andrés Arauz como seu presidente, descobrimos que as eleições foram conduzidas de forma justa e imparcial, e seus resultados estão fora de questão." Autoridades eleitorais equatorianas disseram que Clare não poderia ser um observador eleitoral objetivo enquanto apoiasse abertamente um lado, como Andrés Arauz, em detrimento do outro.

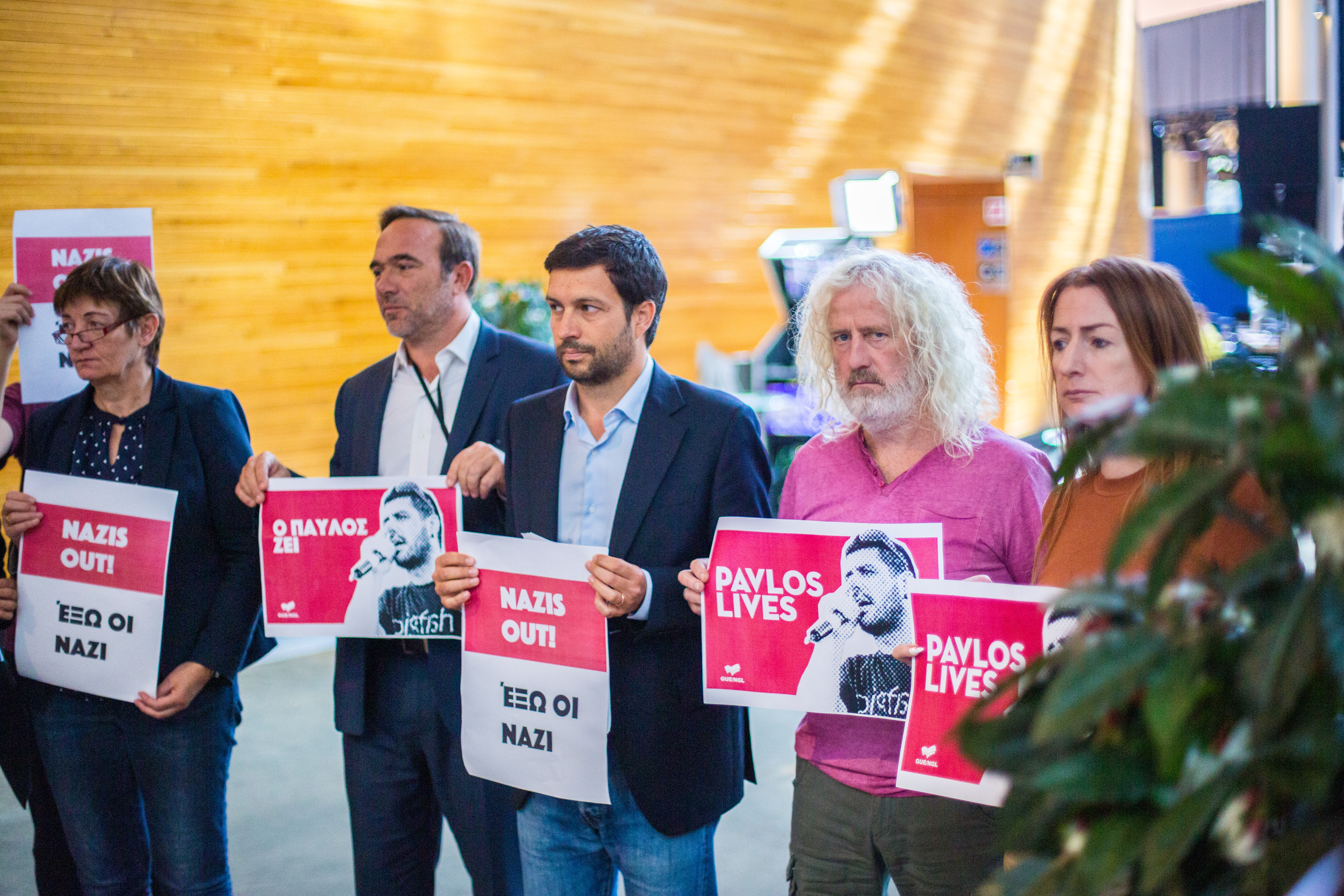
6º aniversário do assassinato de Pavlos Fyssas por um membro do grupo neofascista Aurora Dourada.

Tanto Clare como Wallace recusaram-se a apresentar comprovantes de vacinação ao entrarem no Parlamento Europeu, o que resultou na sua repreensão pelo Parlamento Europeu.

### Nicarágua
Em 15 de setembro de 2022, ela foi uma dos 19 eurodeputados que votaram contra a condenação da Nicarágua pela prisão do bispo católico Rolando José Álvarez Lagos.

### Processo RTÉ
Em abril de 2022, Claree Wallace processaram por difamação a Raidió Teilifís Éireann (RTÉ), o serviço nacional de radiodifusão da República da Irlanda, por razões não reveladas. Seu processo foi sinalizado como uma ameaça potencial à liberdade de imprensa pelo Index on Censorship e pela International Press Institute. As organizações alertaram o Conselho da Europa, arquivando-o sob "assédio e intimidação de jornalistas". Uma declaração do Index on Censorship disse "acreditamos que eles são característicos de processos estratégicos contra a participação pública - também conhecidos como SLAPPs".